# Neptun (Marschflugkörper)
R-360 Neptun (ukrainisch Р-360 «Нептун») ist ein ukrainischer Marschflugkörper. Ursprünglich als Seezielflugkörper konzipiert wird er u. a. in dem Waffensystem RK-360MC Neptun (РК-360МЦ «Нептун» RK-3690MZ „Neptun“) zur Küstenverteidigung verwendet. Wie andere Seezielflugkörper auch, hat Neptun die Fähigkeit, Landziele anzugreifen.

## Geschichte
Der R-360-Neptun-Seezielflugkörper wurde im Jahre 2013 angekündigt. Der Flugkörper sollte auf Land-, Luft- und Seeplattformen zum Einsatz kommen. Priorität hatte für die Ukraine zunächst die Landplattform zur Küstenverteidigung. Eine Variante gegen Landziele wurde 2021 projektiert.
R-360 Neptun basiert stark auf dem Seezielflugkörper Ch-35, an dessen Entwicklung das Kiewer Konstruktionsbüro Luch noch zur Zeit der Sowjetunion beteiligt war. Auch andere ukrainische Unternehmen waren damals involviert, so Motor Sitsch mit der Entwicklung und Produktion der R95-300-Triebwerke sowie das Flugzeugwerk Charkiw mit der Endmontage.
Die Entwicklung des R-360 Neptun gestaltete sich schwierig. Zum einen verfügte die Ukraine nur über einen kleinen Verteidigungshaushalt und der Modernisierungsbedarf für das gesamte ukrainische Militär war groß. Zum anderen bedeutete der Euromaidan im Jahre 2013 den Bruch mit Russland und somit das Ende der Zusammenarbeit mit russischen Zulieferbetrieben. Da die Ukraine spätestens seit der Annexion der Krim 2014 über keine schlagkräftige Marine mehr verfügt, sind Seezielflugkörper das vorrangige Mittel, um die Küsten wieder schützen zu können. Ein Ankauf von Mustern oder Komponenten für einen Seezielflugkörper aus der „westlichen Welt“ wurde verweigert. Die Entwicklung eines so komplexen Waffensystems bedeutete eine große Anstrengung der ukrainischen Industrie, wurde aber auch als Gelegenheit angesehen, eine High-Tech-Waffenindustrie zu formen.
Die Entwicklung des Gesamtsystems führte das staatseigene Entwicklungsbüro Luch in Kiew. Das Neptun-Projekt war eine Zusammenarbeit vieler ukrainischer Unternehmen, darunter Orizon-Navigation, Radionix, Telekart-Pribor, UkrInMash, Ukrainian Armor, Artem, Maschinenfabrik Zhulyany (VIZAR), Motor-Sich und KrAZ.
2018 erfolgte, werbewirksam inszeniert, der erste erfolgreiche Flugtest.
Ende des Jahres 2020 bestellte die Ukraine für 26 Millionen US-Dollar Ausrüstung für eine vollständige RK-360MC-Einheit. Im Juli 2021 verhandelte Indonesien über den Kauf des Systems.
Nach einer Mitteilung des Oberkommandierenden der ukrainischen Seestreitkräfte Oleksij Nejischpapa von Dezember 2021 sollte die erste mit den Neptun ausgerüstete Division im April 2022 aufgestellt werden. Der im Februar 2022 erfolgte russische Überfall auf die Ukraine kam dem zuvor.

## R-360-Neptun-Seezielflugkörper
R-360 Neptun basiert auf dem Ch-35. Gegenüber Ch-35 ist Neptun mit fünf Metern länger und verfügt über ein neues Trägheitsnavigationssystem. Das aktive Suchradar für den Endanflug hat eine Reichweite von 50 km.
Der Start erfolgt durch einen Booster, der ursprünglich für die S-125-Flugabwehrraketen entwickelt wurde. Das Marschtriebwerk ist ein MS-400 Mantelstromtriebwerk, eine Weiterentwicklung des bereits zu Sowjetzeiten von Motor Sitsch gebauten R95-300.
Der Start von R-360 Neptun kann bis 25 km von der Küste entfernt im Landesinneren durchgeführt werden. Beim Verlassen des Startbehälters entfalten sich die Leitflächen. Die Booster-Stufe wird nach dem Start abgeworfen. Die Flughöhe beträgt auf dem Marschflug 10 bis 30 Meter, beim Zielanflug nur 4 bis 5 Meter. Die Geschwindigkeit beträgt 900 km/h. Die Reichweite wird mit 280 bis 300 km angegeben.
R-360 wiegt 870 kg, davon entfallen 150 kg auf den Sprengkopf. Damit sollen Schiffe bis zu einer Tonnage von 5000 BRT, die Größe einer Fregatte, versenkt werden können. Die R-360 soll unter allen Wetterbedingungen funktionieren und elektronischen Gegenmaßnahmen standhalten.

## RK-360MC-Neptun-Küstenverteidigungssystem
Eine typische RK-360MC-Einheit besteht aus einem RCP-360-Feuerleitfahrzeug, sechs USPU-360-Starterfahrzeugen sowie zwölf TM-360-Transport- bzw. TZM-360-Transport-/Ladefahrzeugen. Jedes Starter- bzw. Transportfahrzeug trägt dabei eine TPK-360-Verladeeinheit mit je vier Transport-/Startbehältern mit je einem R-360 Neptun. Somit verfügt eine Einheit über insgesamt 72 Seezielflugkörper.
Das System ist auf Lastkraftwagen montiert. Bei dem Erprobungssystem wurden KrAZ-7634NE für das Starterfahrzeug und KrAZ-6322 für die übrigen Fahrzeuge verwendet. Bei den späteren Fahrzeugen wurden hingegen Fahrgestelle von Tatra verwendet.
Eine RK-360MC Neptun soll mit einem Mineral-U-Radarfahrzeug zusammenarbeiten, welches eine Reichweite von 600 km hat. Das Einsatzszenario könnte so aussehen, dass die ukrainische Marine feindliche Schiffe mit Drohnen (z. B. Bayraktar TB2) aufklärt. Das Mineral-U-Radar würde dann eingeschaltet werden, um die genauen Zielkoordinaten zu bestimmen. Danach würde man das Radar abschalten, um das Risiko der Entdeckung zu minimieren. Der Seezielflugkörper würde in das Zielgebiet fliegen und erst im Zielendanflug das eigene Suchradar für die Zielsuchlenkung aktivieren.
Die RK-360MC Neptun hat die Fähigkeit, stationäre Landziele anzugreifen. Dieses ist möglich, da die Neptun mit einem GPS ihre Position bestimmen kann. Der GPS-Empfänger ist von Anfang an ein Bestandteil des Systems gewesen. Die Option, Landziele anzugreifen, bieten auch andere Seezielflugkörper wie Ch-35 und Harpoon.

## Einsatz

### Russischer Überfall auf die Ukraine
Am 14. April 2022 kam es auf dem russischen Lenkwaffenkreuzer Moskwa vor der Küste der Ukraine zu einer schweren Explosion; das Schiff sank daraufhin beim Abschleppversuch vor Sewastopol. Nach Verlautbarungen des Operativen Kommandos Süd der ukrainischen Streitkräfte war das Schiff von zwei Neptun-Flugkörpern getroffen worden. Nach russischen Angaben war ohne Feindeinwirkung an Bord ein Brand ausgebrochen, der Munition detonieren ließ. Das US-Verteidigungsministerium bestätigte am 15. April 2022 die ukrainische Angabe, dass der Untergang auf die Einwirkung von zwei ukrainischen Neptun-Raketen zurückging. Nach dem Angriff auf die Moskwa wurden nur wenige weitere Einsätze der Neptun-Seezielflugkörper bekannt. Da sich die ukrainische Regierung sehr um Seezielflugkörper westlicher Bauart (z. B. Harpoon) bemüht, ist die Wahrscheinlichkeit groß, dass es nur wenige einsatzfähige Neptuns gibt.
Am 26. Juni 2022 beschoss die Ukraine die von Russland besetzte Bohrinsel Tavrida mit einem Neptun-Seezielflugkörper. Russland soll die Bohrinsel mit technischen Einrichtungen zur Überwachung des Schiffsverkehrs im Raum Odessa bestückt haben.
Am 23. August 2023 wurde wahrscheinlich zum ersten Mal ein Landziel von einer Neptun-Rakete getroffen. Es handelte sich um ein S-400 Triumf Flugabwehrraketensystem bei Tarchankut auf der Krim. Die nächste russische S-400-Anlage bei Jewpatorija, ebenfalls auf der Krim, soll am 14. September 2023 von einer Neptun getroffen worden sein.
Ende 2023 wurde berichtet, dass eine verlängerte Version der R-360 Neptun zur Bekämpfung von Landzielen in Entwicklung sei. Im Jahr 2024 sollen laut ukrainischen Medienberichten mehrfach Bodenziele in Russland mit Neptun-Marschflugkörpern beschossen worden sein. Im November 2024 ging die R-360 Neptun nach Angaben des ukrainischen Verteidigungsministers Rustem Umjerow in Serienproduktion.
Am 31. Juli 2024 traf eine Neptun einen Luftwaffenstützpunkt im russischen Kursk, hundert Kilometer von der ukrainischen Grenze entfernt. Nach Angaben ukrainischer Behörden traf sie ein Lagerhaus zur Lagerung von Waffen und militärischer Ausrüstung. Russland behauptete, die Rakete abgeschossen zu haben.
Am 10. Januar 2025 behauptete das ukrainische Militär, ein Munitionslager in der Region Rostow mit einer Langstreckenrakete vom Typ Neptun getroffen zu haben.
Am 14. März 2025 führte die ukrainische Armee einen Angriff mit der R-360 Neptun mit erweiterter Reichweite auf eine Ölraffinerie in Tuapse, Oblast Krasnodar, durch.

## Galerie

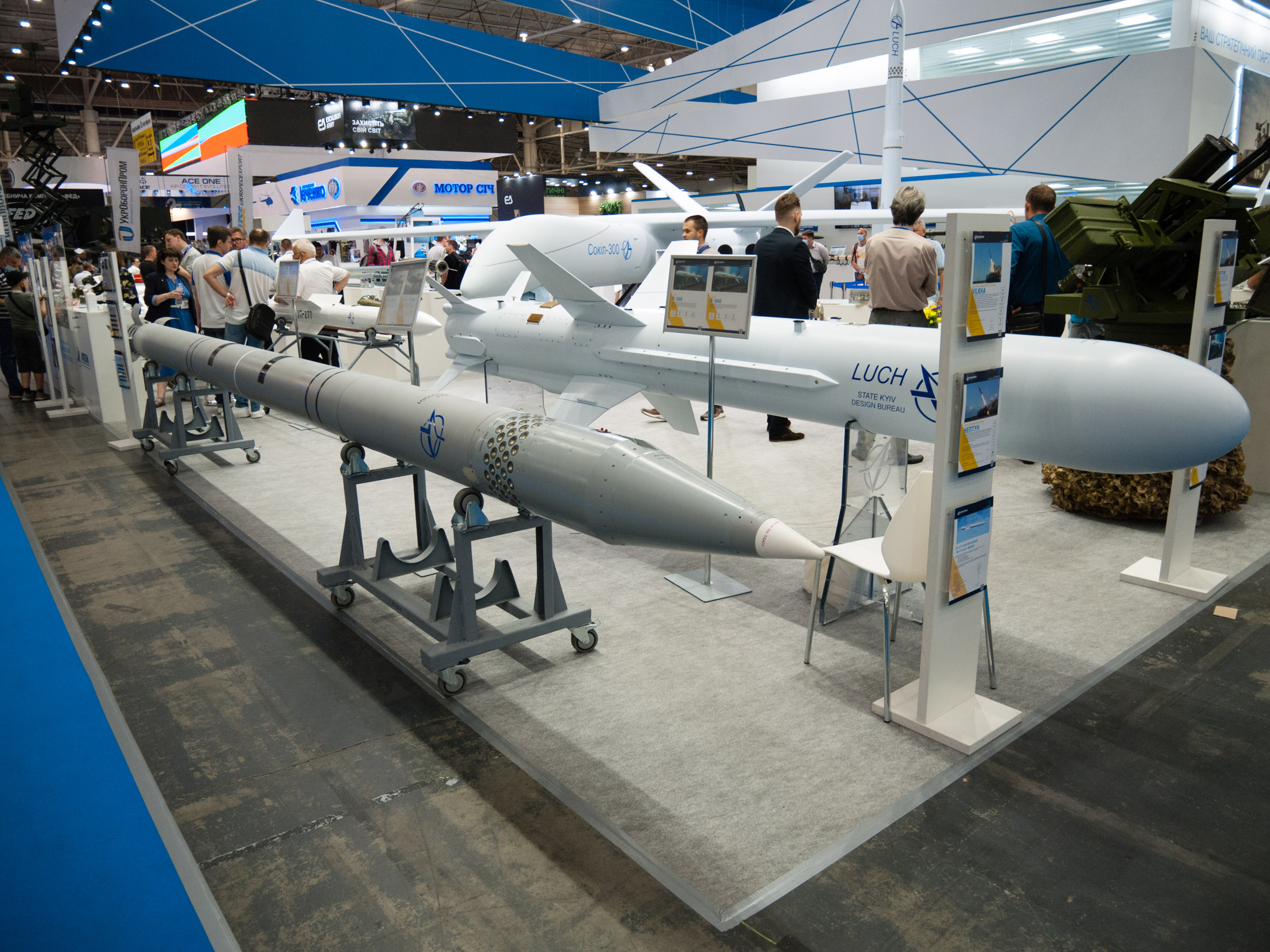
Neptun (Seezielflugkörper) in der Bildmitte
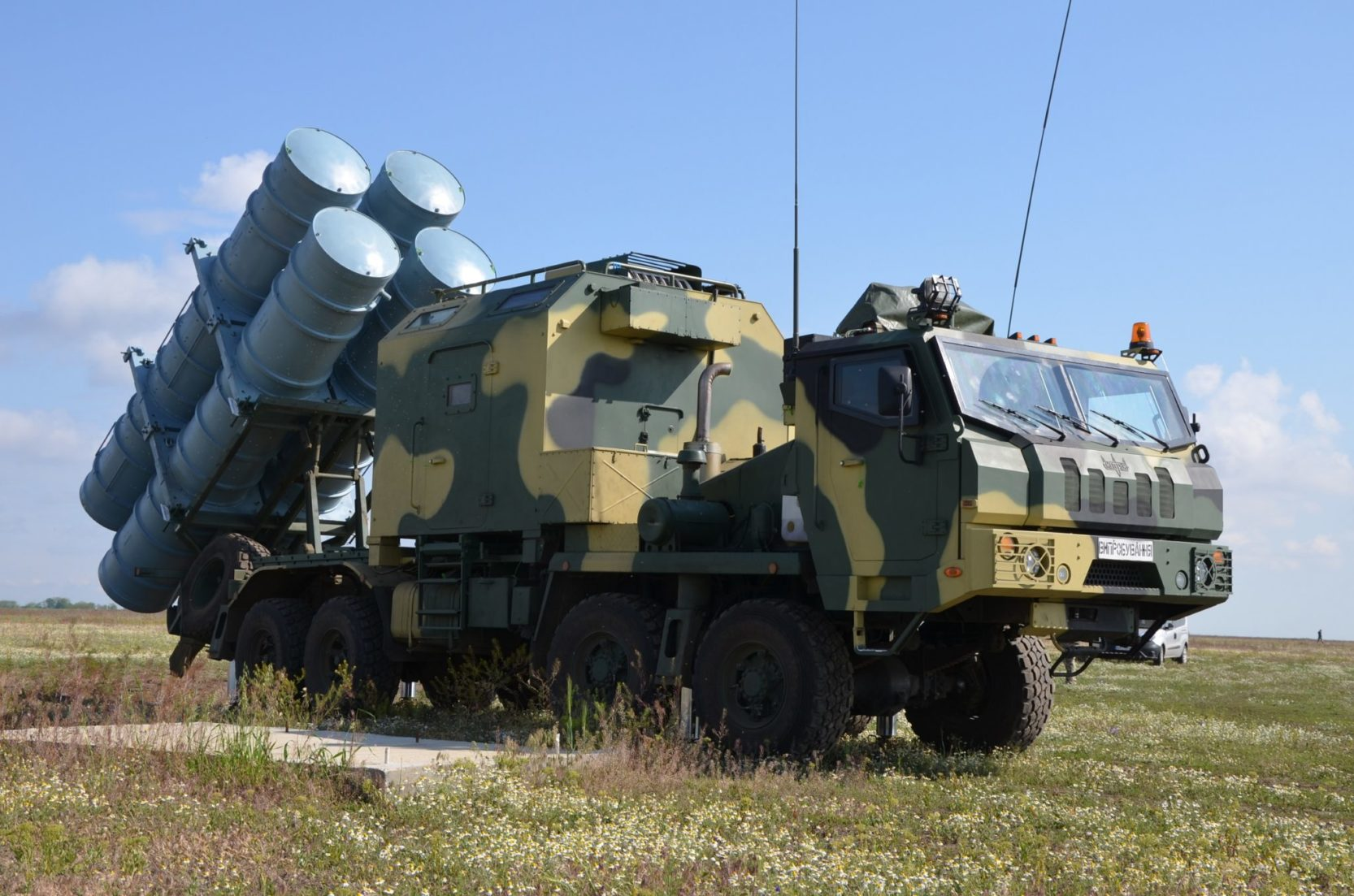
USPU-360-Starterfahrzeug
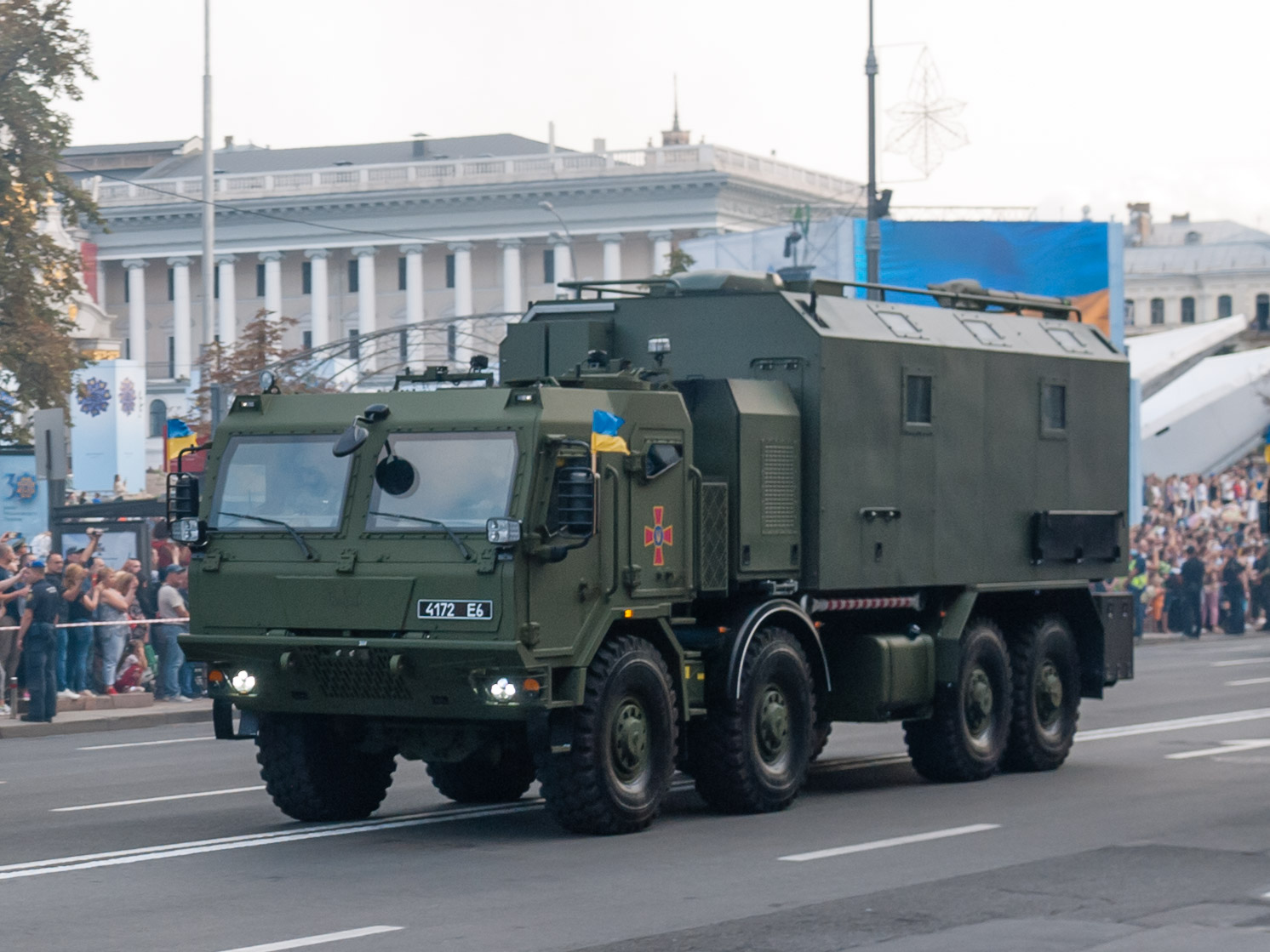
RCP-360-Feuerleitfahrzeug
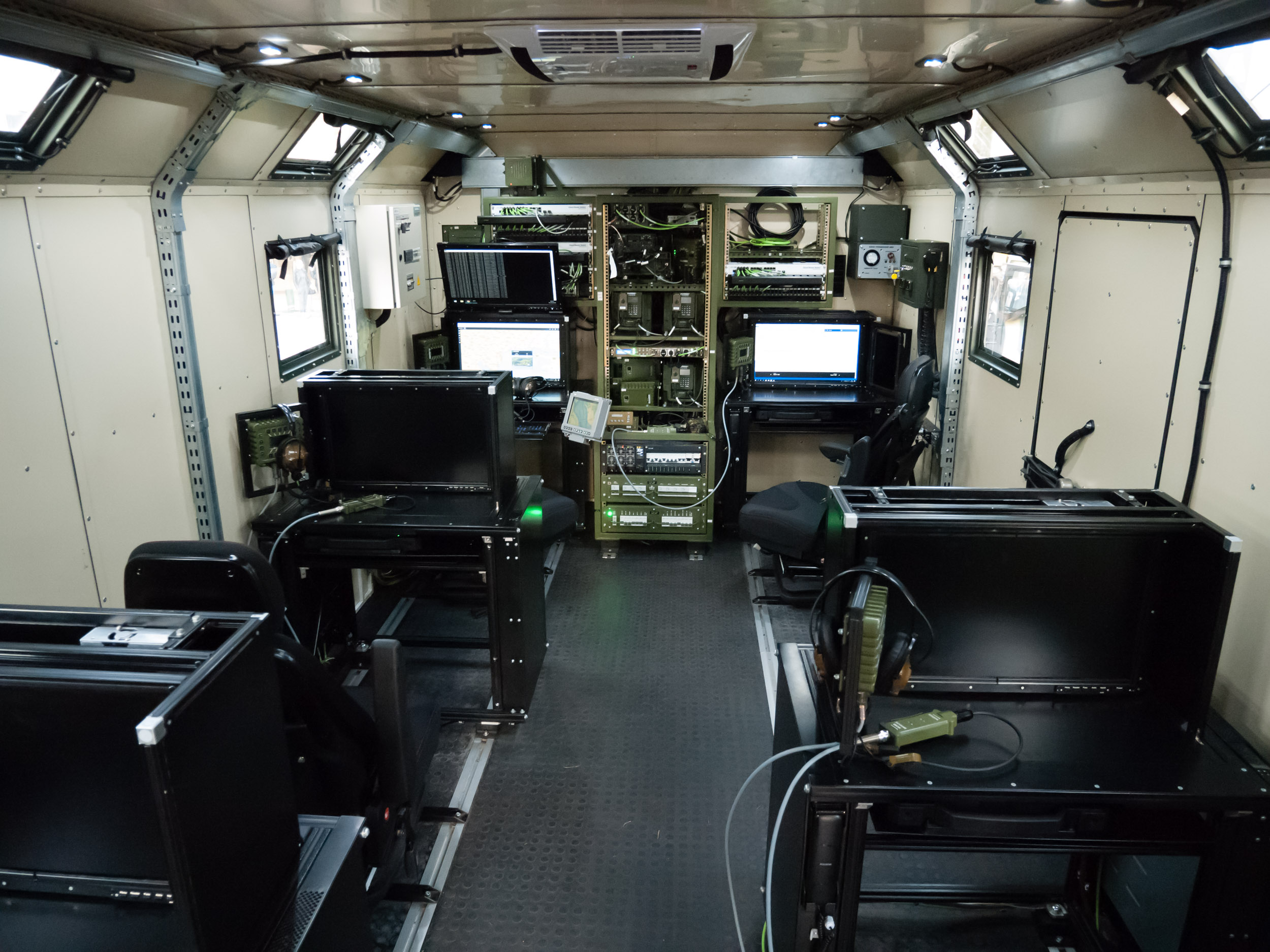
Feuerleitstand
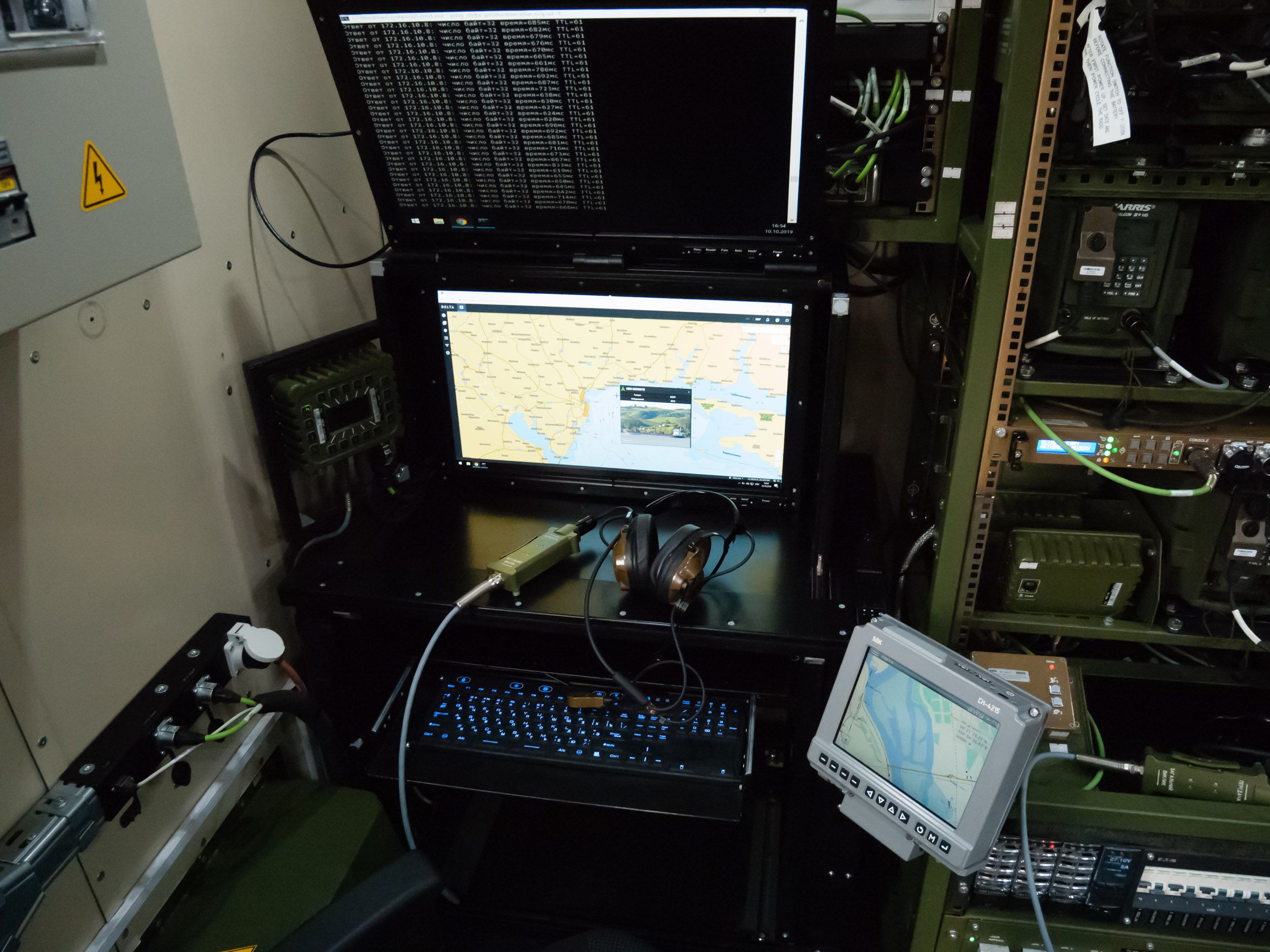
Feuerleitstand
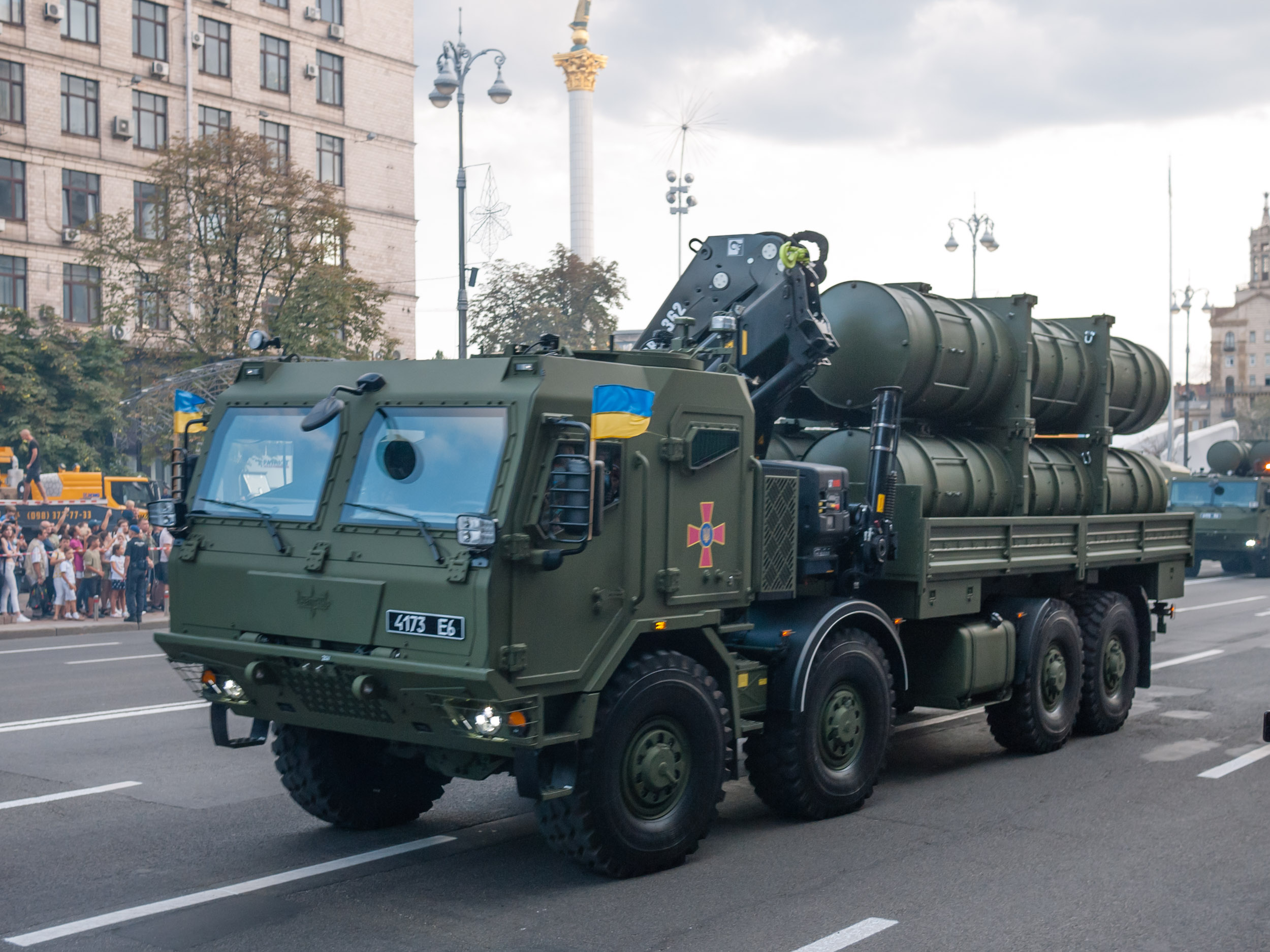
TZM-360-Transport-/Ladefahrzeug
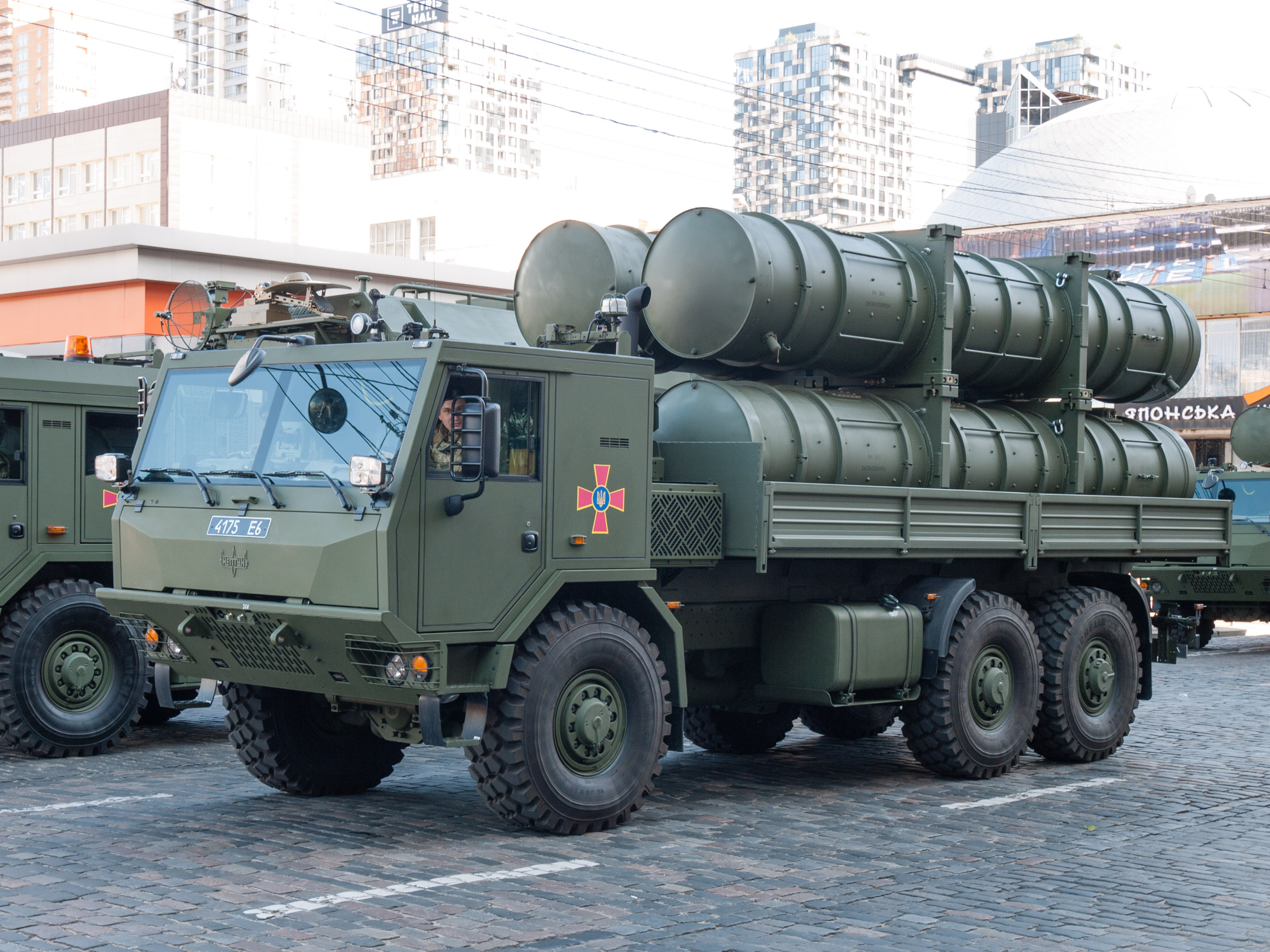
TM-360-Transportfahrzeug
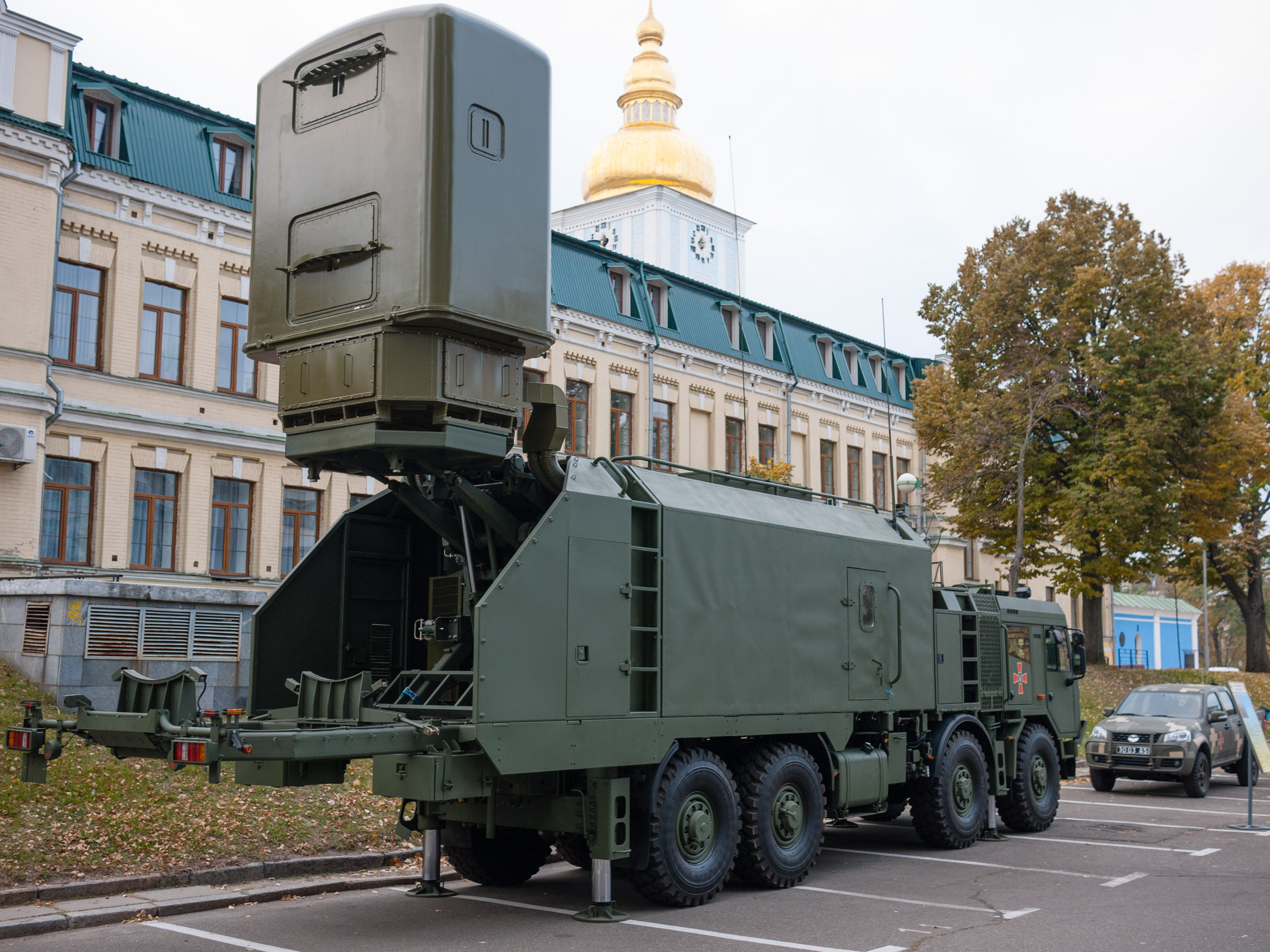
Mineral-U-Radarfahrzeug mit aufgestelltem Radar
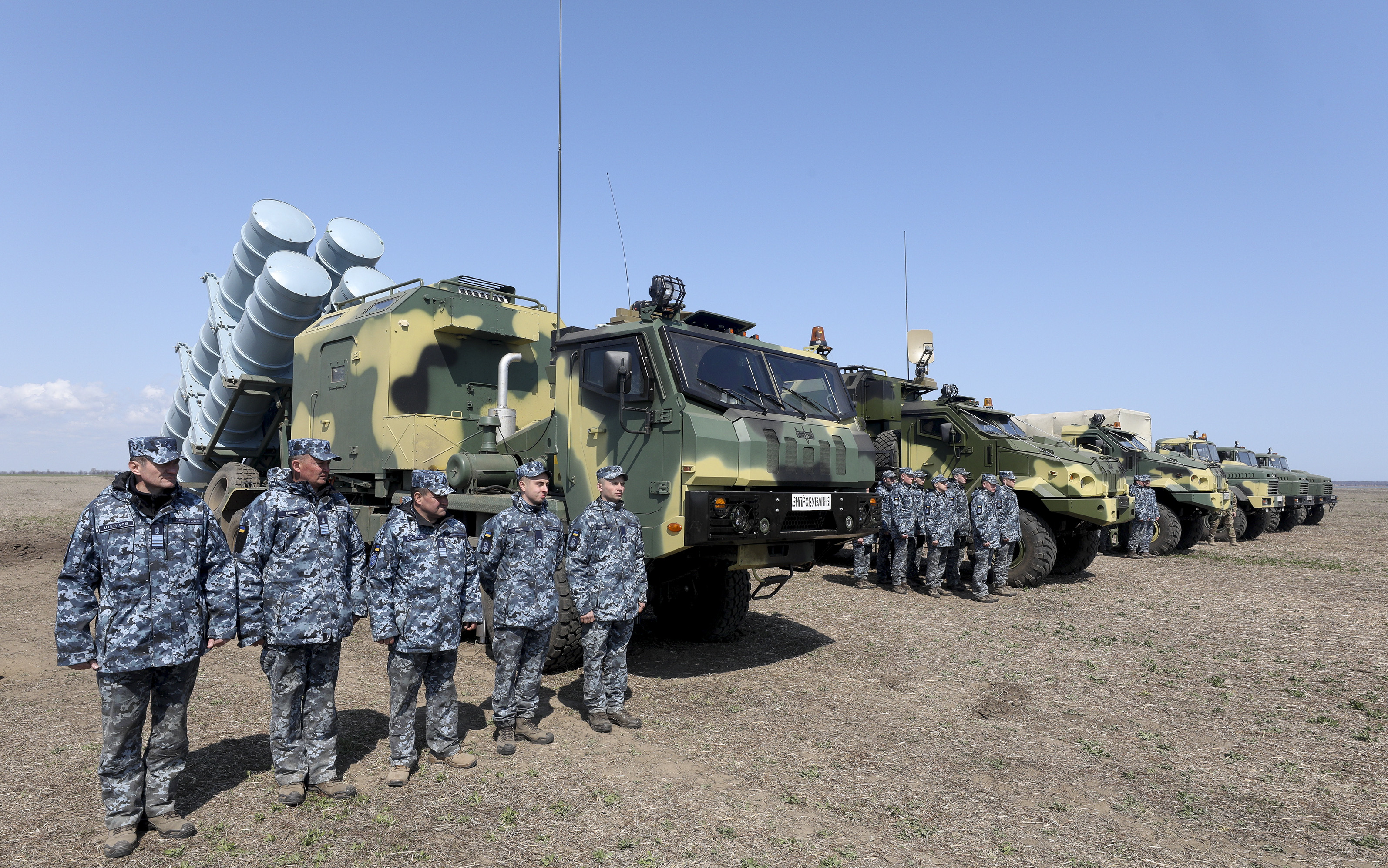
Neptun-Raketenbatterie
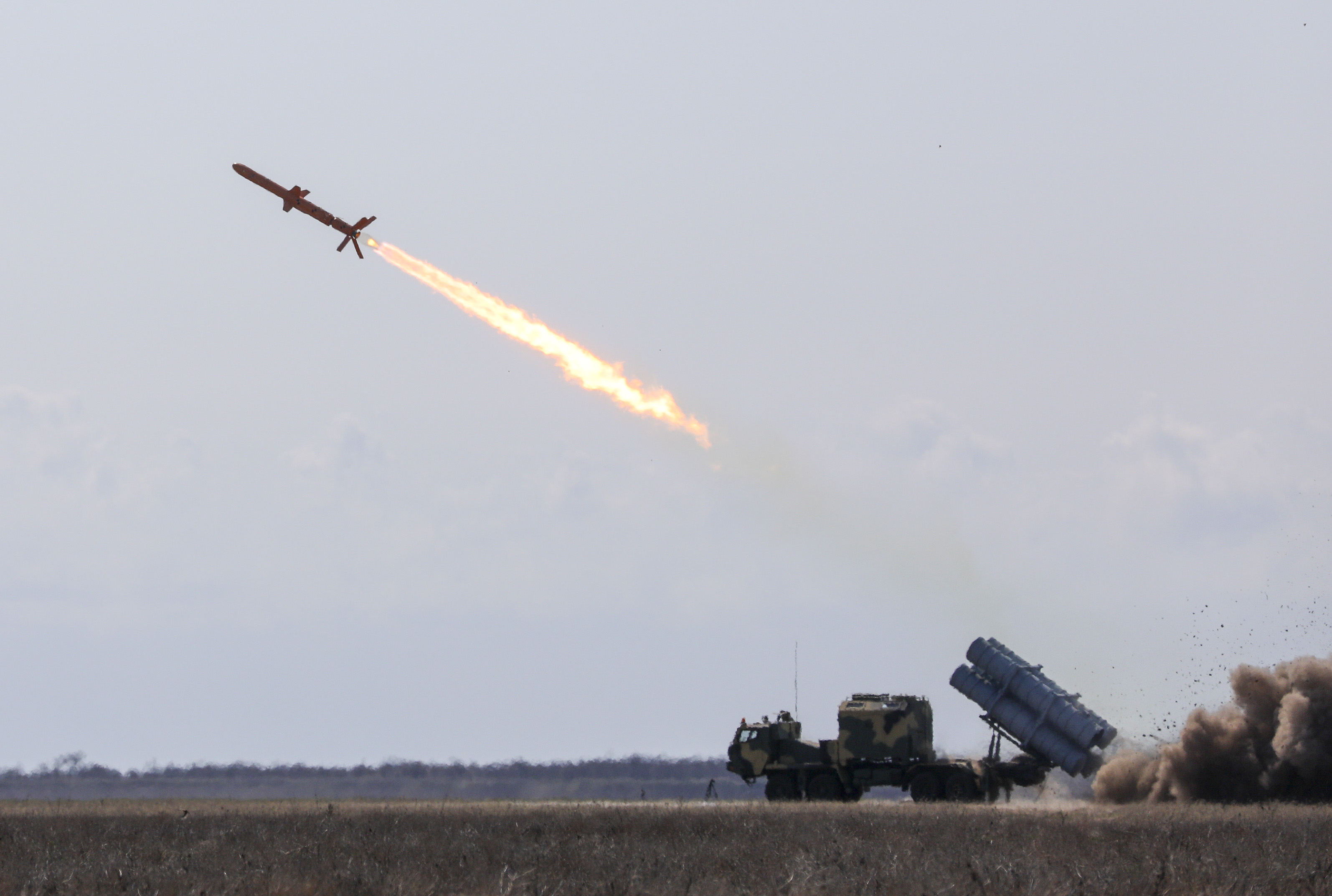
Teststart, 2019